# Carlowrightia
Carlowrightia is een geslacht uit de acanthusfamilie (Acanthaceae). De soorten uit het geslacht komen voor in het zuidelijke en zuidwestelijke deel van de Verenigde Staten tot in Centraal-Amerika en ook in delen van Zuid-Amerika.

## Soorten
- Carlowrightia albiflora T.F.Daniel
- Carlowrightia arizonica A.Gray
- Carlowrightia ecuadoriana T.F.Daniel & Wassh.
- Carlowrightia fuertensis T.F.Daniel
- Carlowrightia hapalocarpa B.L.Rob. & Greenm.
- Carlowrightia henricksonii T.F.Daniel
- Carlowrightia hintonii T.F.Daniel
- Carlowrightia huicholiana T.F.Daniel
- Carlowrightia lesueurii Henrard & T.F.Daniel
- Carlowrightia lindauiana Standl.
- Carlowrightia linearifolia (Torr.) A.Gray
- Carlowrightia mcvaughii T.F.Daniel
- Carlowrightia mexicana Henrard & T.F.Daniel
- Carlowrightia myriantha (Standl.) Standl.
- Carlowrightia neesiana (Schauer) T.F.Daniel
- Carlowrightia ovata A.Gray
- Carlowrightia parviflora (Buckley) Wassh.
- Carlowrightia parvifolia Brandegee
- Carlowrightia pectinata Brandegee
- Carlowrightia pringlei B.L.Rob. & Greenm.
- Carlowrightia purpurea T.F.Daniel
- Carlowrightia serpyllifolia A.Gray
- Carlowrightia sulcata (Nees) C.Ezcurra
- Carlowrightia texana Henrard & T.F.Daniel
- Carlowrightia torreyana Wassh.
- Carlowrightia trichocarpa T.F.Daniel
- Carlowrightia venturae T.F.Daniel
- Carlowrightia yucatanensis T.F.Daniel

... · 
Acanthopsis · 
Acanthus · 
Achyrocalyx · 
Afrofittonia · 
Ambongia · 
Ancistranthus · 
Andrographis · 
Angkalanthus · 
Anisacanthus · 
Anisosepalum · 
Anisotes · 
Anomacanthus · 
Aphanosperma · 
Aphelandra · 
Ascotheca · 
Asystasia · 
Avicennia · 
Ballochia · 
Barleria · 
Barleriola · 
Blepharis · 
Borneacanthus · 
Boutonia · 
Brachystephanus · 
Bravaisia · 
Brillantaisia · 
Brunoniella · 
Calacanthus · 
Calycacanthus · 
Camarotea · 
Carlowrightia · 
Celerina · 
Cephalacanthus · 
Chalarothyrsus · 
Chamaeranthemum · 
Chileranthemum · 
Chlamydacanthus · 
Chlamydocardia · 
Chorisochora · 
Chroesthes · 
Clinacanthus · 
Clistax · 
Codonacanthus · 
Conocalyx · 
Cosmianthemum · 
Crabbea · 
Crossandra · 
Crossandrella · 
Cyclacanthus · 
Cynarospermum · 
Cyphacanthus · 
Danguya · 
Dasytropis · 
Dichazothece · 
Dicladanthera · 
Dicliptera · 
Dischistocalyx · 
Duosperma · 
Dyschoriste · 
Ecbolium · 
Echinacanthus · 
Elytraria · 
Encephalosphaera · 
Eranthemum · 
Eremomastax · 
Filetia · 
Fittonia · 
Forcipella · 
Glossochilus · 
Graphandra · 
Graptophyllum · 
Gymnostachyum · 
Gypsacanthus · 
Hansteinia · 
Haplanthodes · 
Harpochilus · 
Hemigraphis · 
Henrya · 
Herpetacanthus · 
Heteradelphia · 
Holographis · 
Hoverdenia · 
Hulemacanthus · 
Hygrophila · 
Hypoestes · 
Ichthyostoma · 
Isoglossa · 
Isotheca · 
Jadunia · 
Justicia · 
Kalbreyeriella · 
Kosmosiphon · 
Kudoacanthus · 
Lankesteria · 
Leandriella · 
Lepidagathis · 
Megalochlamys ·
Ruellia · 
Strobilanthes · 
Thunbergia · 
...